# Пирожук, Марина Николаевна
Марина Николаевна Пирожук (род. 1964) — украинская журналистка, автор и ведущая программ «Радио Свобода».

## Биография
Родилась 7 июля 1964 года в Ивано-Франковской области Украины. Украинка.
Окончила Киевский университет им. Т. Шевченко (факультет журналистики, 1992) и аспирантуру Института мировой экономики и международных отношений НАН Украины.

### Семья
- Муж — Полохало, Владимир Иванович (1949—2011).
- Дочь — Анастасия — учащаяся.